# Heerlen
Heerlen (nizozemska izgovorjava: [ˈɦeːrlə(n)] (); Limburško  [ˈɦeə˦lə]) je mesto in občina na jugovzhodu Nizozemske. Je tretje največje naselje in po velikosti četrta občina v provinci Limburg. 
Heerlen je del regije Parkstad Limburg, ki obsega 8 občin s približno 250.000 prebivalci. Nahaja se vzhodno od Maastrichta in severno od nemškega mesta Aachen.
Po zgodnjih rimskih začetkih in skromnem srednjeveškem obdobju je Heerlen v poznem 19. stoletju postal središče premogovniške industrije na Nizozemskem. V 20. stoletju je imel arhitekt Frits Peutz pomembno vlogo pri oblikovanju mesta, kot ga poznamo danes. Njegova najbolj znana zasnova in prepoznavna stavba v središču mesta je tako imenovana Glaspaleis (Steklena palača), ki je uvrščena med tisoč arhitekturno najpomembnejših stavb 20. stoletja na svetu.

## Zgodovina
Leta 1997 je bilo v Schelsbergu blizu Heerlena izkopano bivališče iz Michelsbergove kulture ( 4400–3500 BC ). Arheološke najdbe iz tega obdobja so na Nizozemskem redke in to najdišče je edinstveno med tistimi v državi, saj je prvo izkopano najdišče z jarki in zemeljskimi zidovi (zemeljskimi deli).
Tudi s temi dokazi zgodnjega bivanja se zgodovina Heerlena pravilno začne s prihodom Rimljanov. Na križišču dveh glavnih cest: Boulogne sur Mer - Köln in Xanten - Aachen - Trier so ustanovili vojaško naselje, imenovano Coriovallum. V Heerlenu in njegovi okolici so izkopali veliko dokazov o rimskem življenju, zlasti rimske vile (podeželska posestva). Najpomembnejša arheološka izkopanina iz rimskih časov je kompleks Thermae v središču Heerlena, rimsko kopališče, odkrito leta 1940. Na Nizozemskem so jih našli le nekaj. To je jasen znak, da je bil Coriovallum/Heerlen nekaj pomembnega. Nad Termami je bil zgrajen muzej, ki so ga odprli leta 1977. Thermenmuseum hrani tudi druge rimske najdbe s tega območja.
Tako kot mnoge druge rimske naselbine na Nizozemskem je bil Coriovallum verjetno opuščen po rimskem umiku v 3./4. stoletju. O zgodovini Heerlena je zelo malo znanega vse do 10. stoletja, ko se kmetijski razvoj v teh delih Evrope spet nadaljuje. Kmečke hiše in mlini so zgrajeni po dolinah Caumerbeek, Schandelerbeek in Geleenbeek in srednjeveški Heerlen počasi dobiva obliko.
Najstarejša omemba Heerlena (kot 'Herle') je v uradnem dokumentu iz leta 1065. Udo, škof v Toulu, dokumentira nekaj daril. Eden od njih je alodij Heerlen v škofiji Liege. Drugi alodij je sestavljen iz nekaj kapel, ki pripadajo matični cerkvi v Voerendaalu, blizu Heerlena. Kmalu za tem se zdi, da je alod Heerlen v lasti grofov Areških-Hochstadenskih.
Teoderik Areški (bratranec Uda iz Toula) je ločil Heerlen od Voerendaala in izbral svetega Pankracija za zavetnika cerkve. Grofje Areški so verjetno odgovorni za gradnjo Zaporniškega stolpa in cerkve sv. Pankracija, prav tako pa so morda ukazali zgraditi grad z jarkom. S temi utrdbami je Heerlen pridobil nekatere pravice in svoboščine, kar mu je dalo povišan status nad okoliško pokrajino. Voerendaal, Hoensbroek, Schaesberg in Nieuwenhagen so zdaj spadali pod oblast tako imenovane "Dežele Herleške".  Heerlen se je v srednjem veku postopoma razvijal kot kmetijska vas z mlini in kmetijami. Osrednji poudarek je bil grad Landsfort iz 11./12. stoletja, v katerem je bila tudi cerkev. Heerlen ni dobil mestnih pravic in se zato ni naprej razvijal v mesto.
Leta 1244 je Heerlen prešel pod oblast brabantskih vojvod, leta 1388 pa je skupaj s Hoensbroekom dobil ločen status. Med osemdesetletno vojno (1568–1648) so se proti Heerlenu sprli špansko kraljestvo in nizozemski protestantski uporniki ter večkrat zamenjali strani. S Particijsko pogodbo iz leta 1661 je Heerlen postal del "Stanov-Limburga", ki so mu vladali generalni stanovi novoustanovljene republike Nizozemske. Zaradi tega je mejila na ozemlje Španske Nizozemske, zaradi česar je ostala precej izolirana od preostale države do leta 1793, ko so Francozi osvojili Heerlen. Po porazu Napoleona leta 1814 je postalo del nizozemske province Limburg (današnji nizozemski in belgijski Limburg). Leta 1830 se je Heerlen, tako kot večina Limburga, postavil na stran Belgije v belgijski revoluciji. Leta 1839 pa je po dogovoru med glavnimi evropskimi silami spet postal del Nizozemske.
V 19. stoletju Heerlen, tako kot večina limburških občin (Maastricht je bil izjema), ni sodeloval v industrijski revoluciji in je ostal pretežno agrarni, dokler se v poznem 19./zgodnjem 20. stoletju ni začelo izkopavati premoga. Marca 1874 so na Valkenburgerwegu našli premog. Vendar je bila postavitev rudnika tvegana dolgoročna naložba in le malo zasebnih podjetij je sprejelo izziv in kupilo koncesijo. Leta 1896 je Heerlen dobil prvo železniško povezavo, ki je omogočala prevoz premoga iz teh prvih premogovnikov. Razvoj je bil še precej počasen: leta 1812 je imel Heerlen 3497 prebivalcev; leta 1900 je bilo to še samo 6646. Leta 1901 je državna vlada vskočila in odkupila vse preostale neprodane koncesije ter ustanovila državne rudnike . V kratkem času je začelo proizvodnjo več velikih državnih premogovnikov. Število prebivalcev je strmo naraslo s 6646 leta 1900 na 12.098 leta 1910 in na 32.263 v letu 1930. V teh zgodnjih letih širitve so bile porušene številne stare stavbe v središču Heerlena. Premogovniki so ostali osrednjega pomena za razvoj Heerlena v sodobno mesto do zgodnjih šestdesetih let 20. stoletja.
Zlata leta premogovništva so se končala v poznih petdesetih letih 20. stoletja, nato pa se je proizvodnja zaradi konkurence cenejšega poljskega in ameriškega premoga ter odkritja zemeljskega plina v provinci Groningen postopoma zmanjševala. V obdobju 1965–1975 so premogovnike popolnoma zaprli. V okolici Heerlen-Kerkrade-Brunssuma in Sittard-Geleena je delo izgubilo 60.000 ljudi. Začelo se je težko obdobje ponovne gospodarske prilagoditve. Nizozemska vlada je skušala ublažiti bolečino s selitvijo več vladnih uradov (ABP, CBS) v Heerlen, vendar si mesto še danes ni povsem opomoglo od izgube več deset tisoč delovnih mest.
V mestni pokrajini sodobnega Heerlena je zelo malo spominov na nekoč vseprisotno rudarsko industrijo. Večina značilnih kopic rudarskih odpadkov, ki so obkrožali rudnike premoga, je bila med operacijo, imenovano van zwart naar groen (iz črne v zeleno), odstranjena ali spremenjena v zelene griče. Celo najvišji rudniški dimnik v Evropi, 'Lange Lies' (visoka Liz) in njen starejši brat 'Lange Jan' (visoki Janez), nekoč glavni znamenitosti, sta bila porušena. V eni redkih preostalih rudarskih stavb (jašek 2 Oranje Nassau I) je zdaj Nizozemski rudarski muzej.

## Geografija
Heerlen se nahaja na jugovzhodu Nizozemske na meji z Nemčijo.
Heerlen meji na nizozemske občine Simpelveld (na jugu), Voerendaal in Nuth (zahod), Schinnen (severozahod), Brunssum (sever), Landgraaf in Kerkrade (vzhod) ter nemško občino Aachen (jugovzhod).
Zaradi visoke nadmorske višine je Heerlen eno najvišjih mest na Nizozemskem.

## Sosednje občine
| Beekdaelen Nizozemska | Brunssum Nizozemska   | Landgraaf Nizozemska |
| Voerendaal Nizozemska |                       | Kerkade Nizozemska   |
| Voerendaal Nizozemska | Simpelveld Nizozemska | Aachen Nemčija       |

### Rudniki premoga
Vse do zadnjega desetletja 19. stoletja je bil Heerlen dokaj osamljena vas. Glavni način preživljanja je bilo poljedelstvo, dobrih oskrbnih in prometnih cest ni bilo. Šele leta 1896 je bila vzpostavljena železniška proga Sittard-Herzogenrath , ki jo je zgradil graditelj železnic Henri Sarolea , ki bo pozneje z bratoma Carlom in Friedrichom Honigmannom upravljal premogovnike Oranje-Nassau. Ta železniška proga je bila nujno potrebna v zvezi z izkoriščanjem premoga. Leta 1894 se je že začela gradnja rudnika Oranje-Nassau I, 1899–1974, ki je šel v proizvodnjo pet let pozneje. Seznam rudnikov, ki so bili v današnjem Heerlenu:
- Oranje Nassau I, 1899–1974, zdaj se uporablja v projektu Minewater
- Oranje Nassau III v Heerlerheideju, 1917–1973, zdaj se uporablja v projektu Minewater
- Oranje Nassau IV v Heksenbergu, 1927–1966
- Državni rudnik Ema v Treebeeku, 1911–1973

Število prebivalcev je v kratkem času izjemno naraslo: iz vasi s 6646 prebivalci leta 1900 v mesto z 32.263 prebivalci leta 1930. Za vse te ljudi iz domovine in tujine je bilo treba zgraditi hiše, šole, trgovine in bolnišnico ter ceste in tako naprej, vse v zelo kratkem času. Zato ni presenetljivo, da je ohranjenih le malo zgodovinskih stavb. V veliki spremembi iz vasi v mesto so stavbe, ki niso več sodile v sodobno mestno podobo, porušili. Visoki dimniki v premogovniku so bili značilni za Heerlen v obdobju rudarjenja. Te dimnike so popularno imenovali "Dolgi Janez" Lange Jan (1938-1976, 138 m visok) in "Dolga Liza" Lange Lies (1953-1976, 155 m visok). Vidni so bili iz zelo velike razdalje.
Po zaprtju rudnikov v šestdesetih in začetku sedemdesetih (1974) je ostalo malo vidnih gradbenih elementov, ki bi spominjali na  zgodovino premoga v mestu. Odlagališča so bila izkopana in spremenjena v stanovanjska območja ali parke, hladilni stolpi in veliki dimniki so izginili. Stavba jaška Oranje-Nassau I je najbolj vpadljiv in neposreden ostanek. Številne soseske, ki so bile zgrajene v letih pred drugo svetovno vojno, so še vedno žive priče tega osupljivega obdobja v zgodovini Heerlena. Edino preostalo odlagališče v prvotnem stanju (tudi na celotnem Nizozemskem), iz rudnika Oranje-Nassau IV, se nahaja na robu Brunssummerheidea, vendar mu grozi izkopavanje, ker vsebuje dragocen srebrni pesek.
Kljub temu se je v Heerlenu ohranilo nekaj stavb, ki spominjajo na čas, ko sta bila Heerlen in vzhodna rudarska regija rastoča regija. Leta 1935 je bila dokončana zelo znana stavba, Glaspaleis (Steklena palača), ki jo je zgradil naročnik in lokalni trgovec Peter Schunck. Po letih propadanja in obnove je bila Glaspaleis leta 2004 ponovno dana v uporabo, zdaj kot kulturni center.

## Izobraževanje
Med izobraževalnimi inštituti v Heerlenu je Zuyd Hogeschool, ki je Univerza uporabnih znanosti s podružnicami v Heerlenu, Sittardu in Maastrichtu. V Heerlenu je tudi upravni urad Odprte univerze Nizozemske (Open Universiteit ali OU v nizozemščini), ki je univerza za učenje na daljavo z več deset tisoč študenti po vsej Nizozemski. 

## Arhitektura
Najbolj znan mestni arhitekt je Frits Peutz. Njegovo zapuščino sestavlja vsaj 10 znamenitih stavb v Heerlenu. Leta 1935 je bila ob srednjeveški cerkvi v središču takrat skromnega mesteca zgrajena najslavnejša stavba Heerlena, Steklena palača. Naročil jo je trgovec Peter Schunck in za tega konservativnega poslovneža je bil izjemen korak, da je mladega arhitekta Peutza iz Heerlena zaprosil za načrtovanje nove veleblagovnice Schunck. Je eden najbolj izjemnih primerov zgodnjega modernizma na Nizozemskem, vendar je bil kot tak priznan šele v dokaj pozni fazi (potem ko je bil močno poškodovan). V devetdesetih letih 20. stoletja je bila dodana na prestižni seznam 1000 najpomembnejših stavb na svetu 20. stoletja, ki ga je ustvarila Mednarodna zveza arhitektov (na tem seznamu je samo 13 stavb na Nizozemskem). Spodbudila je mestne oblasti, da so odkupili propadajočo stavbo in naredili načrte za njeno prenovo. Prenova je zdaj končana in zdaj je v njem več mestnih kulturnih ustanov, vključno z muzejem moderne umetnosti. Prenovljeni Glaspaleis je po zaprtju premogovnikov postal simbol oživljenega Heerlena.
Čeprav so bile okoli leta 1900 porušene številne zanimive stavbe, nekatere starejše stavbe še vedno obstajajo v središču Heerlena, na primer cerkev zgrajena v romanskem slogu iz 12. stoletja (Pancratiuskerk) in nekdanji zaporniški stolp iz približno istega obdobja (Schelmentoren).
V Heerlenu in v bližini številnih majhnih rek okoli Heerlena, je mogoče najti veliko starejših stavb. Med temi je nekaj mlinov (kot so Weltermolen (iz 14. stoletja), Eikendermolen (iz 15. stoletja), Oliemolen (iz 16. stoletja) in Schandelermolen (iz 17. stoletja)), nekaj gradov (na primer grad Hoensbroek, katerega najstarejši del izhaja iz 1380, grad Ter Worm iz 15. stoletja) in stare kmetije (Geleenhof (iz rimskih časov), Benzeraderhof (iz 13. stoletja), Hoeve Den Driesch (iz 14. stoletja), Overste Douvenrade (pretežno uničen in ponovno zgrajen leta 1779) in Hoeve de Bek (1796)).

## Transport
Heerlen ima tri železniške postaje:
- Heerlen
- Heerlen WoonBoulevard
- Hoensbroek

## Gradovi in utrdbe
- Zaporniški stolp, v središču mesta
- Obzidje, ostanek mestnega obzidja, v središču
- Struyver, ostanki gradu mote
- Grad Ter Worm, v Terwormu
- Grad Eyckholt
- Grad Passarts-Nieuwenhagen
- Grad Hoensbroek
- Vhodni stolp v grad Meezenbroek, na Kasteellaan 1-3, od 1660

## Ljudje iz Heerlena
Kronološki seznam pomembnih Heerlenaren (prebivalcev Heerlena): 
- Teoderik Areški (1087–1126), prvi grof Areja (Nemčija) [9]
- Jacob Derk Carel van Heeckeren (1730–1795) politik iz nizozemske plemiške družine
- Jan Gerard Kemmerling (1776–1818), župan Heerlena
- Egidius Slanghen (1820–1882), politik in zgodovinar
- Joseph Savelberg (1827–1907), rimskokatoliški duhovnik
- Frans de Wever (1869–1940), splošni zdravnik
- Frederik van Iterson (1877-1957), nizozemski profesor strojništva, je razvil hladilni stolp z naravnim vlekom elektrarne.
- Marcel van Grunsven (1896–1969), župan Heerlena od 1926 do 1961
- Maximilian von Fürstenberg (1904–1988), kardinal Rimskokatoliške cerkve
- Pierre Schunck (1906–1993) je bil lastnik veleblagovnice Schunck v družinski lasti in je delal v nizozemskem odporu
- Klaas de Vries (rojen 1943), upokojeni nizozemski politik in pravnik
- Maud de Boer-Buquicchio (rojena 1944), nizozemska pravnica in posebna poročevalka Združenih narodov
- Frans Timmermans (rojen 1961), politik, podpredsednik Evropske komisije
- Jeanine Hennis-Plasschaert (rojena 1973), nizozemska političarka, ministrica za obrambo 2012-2017
- Gijs Tuinman (rojen 1979) častnik kraljeve nizozemske vojske, prejemnik vojaškega reda Williama